# Linia kolejowa nr 578
Linia kolejowa nr 578 – nieczynna, drugorzędna, niezelektryfikowana, jednotorowa linia kolejowa łącząca stację Garbatka‑Letnisko z rozjazdem nr 1 w punkcie Wysokie Koło w obrębie stacji Bąkowiec.